# Matthew Goode
Matthew William Goode, född 3 april 1978 i Exeter, Devon, är en brittisk skådespelare.

## Karriär
2004 uppmärksammades Goode av en bredare publik när han medverkade i den romantiska filmkomedin Chasing Liberty, där han bland annat spelade mot Mandy Moore. Dessförinnan hade han i brittisk TV spelat kommissarie Lynleys bror i BBC-producerade Kommissarie Lynley samt haft en roll i TV-filmen Confessions of an Ugly Stepsister. Under senare år har Goode figurerat i filmer som Match Point, Imagine Me & You, Copying Beethoven, The Lookout och En enda man.

## Privatliv
Goode gifte sig med modedirektrisen Sophie Dymoke år 2014 efter att de hade varit tillsammans i nästan ett decennium. Paret har två döttrar, födda 2009 och 2013, och en son, född 2015.

## Filmografi (urval)
- 2003 – Al sur de Granada (Gerald Brenan)
- 2004 – Chasing Liberty (Ben Calder)
- 2005 – Match Point (Tom Hewett)
- 2006 – Copying Beethoven (Martin Bauer)
- 2006 – Imagine Me & You (Hector)
- 2007 – The Lookout (Gary Spargo)
- 2008 – En förlorad värld (Charles Ryder)
- 2009 – En enda man (Jim)
- 2009 – Watchmen (Ozymandias)
- 2013 – Skottår (Declan Callaghan)
- 2013 – Stoker (Charles Stoker)
- 2014 – The Imitation Game (Hugh Alexander)
- 2019 – Downton Abbey
- 2021 – The King's Man

### TV
- 2001 – The Inspector Lynley Mysteries: A Suitable Vengeance (Peter Lynley)
- 2005 – Miss Marple: A Murder Is Announced (Patrick Simmons)
- 2012 – Birdsong (kapten Gray)
- 2013 – Dancing on the Edge (Stanley Mitchell)
- 2015 – Downton Abbey (Henry Talbot)
- 2017 – The Crown (TV-serie) (Antony Armstrong-Jones)
- 2018 – A Discovery of Witches (Matthew Clairmont)
- 2025 – Department Q (TV-serie)